# Zhe (arménien)
Cette page contient des caractères spéciaux ou non latins. S’ils s’affichent mal (▯, ?, etc.), consultez la page d’aide Unicode.
Zhe, ժէ ou ժե en arménien ([ʒɛː] ou [ʒɛ]), est la 10e lettre de l'alphabet arménien.

## Linguistique
Zhe est utilisé pour représenter le son d'une consonne fricative post-alvéolaire voisée ([ʒ]).

## Représentation informatique
- Unicode[1] :
  - Capitale Ժ : U+053A
  - Minuscule ժ : U+056A